# Wayne Rooney
Wayne Mark Rooney (Liverpool, 24 oktober 1985) is een Engels voetbaltrainer en voormalig profvoetballer die bij voorkeur als aanvallende middenvelder speelde. Rooney was van 2003 tot en met 2018 international in het Engels voetbalelftal, waarvan hij op 8 september 2015 topscorer aller tijden werd. Hij speelde in totaal honderdtwintig interlands waarin hij drieënvijftig keer scoorde.
Rooney werd in 2010 verkozen tot PFA speler van het jaar en in het seizoen 2009/10 tot FWA speler van het jaar.

## Clubcarrière

### Everton
Rooney werd geboren in een rooms-katholieke familie van Ierse afkomst. Hij groeide op in Croxteth, een buitenwijk van Liverpool. Daar bezochten hij en zijn twee broers de La Salle School. Hij startte zijn carrière bij Liverpool Schoolboys, waar hij tweeënzeventig doelpunten scoorde in een seizoen. Daarna speelde hij voor Copplehouse Boys, waar hij in zijn laatste seizoen negenennegentig doelpunten scoorde. Hij werd gescout door Bob Pendleton van Everton, een ploeg die hij volgde sinds zijn negende. In het seizoen 1995/96 maakte hij honderdveertien doelpunten in negenentwintig wedstrijden voor de onder tien en elf-jeugd van Everton. In de zomer van 2002 werd hij meegenomen door het eerste elftal van Everton naar Oostenrijk voor een trainingskamp. In Oostenrijk maakte hij zijn eerste seniorendoelpunt in een 3–1 overwinning tegen SC Weiz op 15 juli.
Hij debuteerde in de Premiership in een wedstrijd op 17 augustus 2002 tegen Tottenham Hotspur, die in 2–2 eindigde. In oktober 2002 werd hij als zestienjarige de jongste doelpuntmaker in de geschiedenis van de Premier League, een record dat James Milner op 26 december van datzelfde jaar verbrak. Rooneys doelpunt voor Everton in de laatste minuut van de wedstrijd tegen Arsenal, bezorgde de destijds regerend kampioen de eerste nederlaag in bijna een jaar tijd. Nadat Rooney doorstootte vanuit de jeugdopleiding van Everton speelde hij bijna zeventig wedstrijden voor de club op het hoogste niveau.

### Manchester United
In de zomer van 2004 nam Manchester United Rooney tegen een betaling van €42.200.000,- over van Everton. Deze transfer maakte hem de duurste speler ooit in de Britse voetbalgeschiedenis. Met zijn nieuwe club werd hij vervolgens Engels landskampioen in seizoen 2006/07, 2007/08 en 2008/09 en won hij zowel de UEFA Champions League van 2007/08 als het FIFA WK voor clubs in 2008. In de finale van het FIFA WK voor clubs scoorde Rooney in de 73e minuut het enige en winnende doelpunt tegen LDU Quito, de winnaar van de CONMEBOL Libertadores van dat seizoen. In het seizoen 2009/10 werd Rooney met zesentwintig doelpunten tweede op de topscorersranglijst van de Premier League, achter Didier Drogba. Op 2 april 2011 scoorde hij tegen West Ham United zijn honderdste doelpunt voor Manchester United in de Premier League. Hiervoor had hij tweehonderdelf wedstrijden nodig. Rooney maakte elf doelpunten in het seizoen 2010/11. Hij scoorde in de Champions League-finale tegen FC Barcelona, in een wedstrijd waarin zijn club met 3–1 verloor.
Op zondag 12 mei 2013 werd bekend dat Rooney de club na negen seizoenen wilde verlaten. De spits had de clubleiding om een transfer gevraagd en zat daarom in de competitiewedstrijd tegen Swansea City op de tribune. Dat vertelde Alex Ferguson na afloop van zijn laatste thuiswedstrijd als hoofdtrainer op de persconferentie. Met Fergusons opvolger David Moyes, die Rooney op zestienjarige leeftijd liet debuteren bij Everton, onderhield hij een moeizame relatie. Die liep een deuk op toen Rooney in zijn autobiografie uithaalde naar zijn oud-trainer. Moyes stapte naar de rechter wegens reputatieschade en werd in het gelijk gesteld.
Rooney evenaarde op zaterdag 7 januari 2017 Bobby Charlton als topscorer aller tijden van Manchester United. Hij scoorde die dag een keer in een met 4–0 gewonnen wedstrijd in het toernooi om de FA Cup, thuis tegen Reading. Dit was zijn tweehonderdnegenenveertigste doelpunt voor United, in vijfhonderdachtenveertig officiële wedstrijden. Rooney werd op 21 januari 2017 alleenrecordhouder. Die dag maakte hij vanuit een vrije trap de 1–1 (tevens de eindstand) in een competitiewedstrijd uit bij Stoke City, zijn tweehonderdvijftigste doelpunt voor de club. Op 24 mei 2017 won Rooney voor het eerst in zijn carrière de UEFA Europa League, waarin de finale met 0–2 werd gewonnen van Ajax.

### Everton
Rooney tekende op 9 juli 2017 een tweejarig contract bij Everton. Hij nam op 12 augustus 2017 in zijn eerste competitiewedstrijd na zijn terugkeer de enige treffer voor zijn rekening in de eerste speelronde van het seizoen, tegen Stoke City. Op 21 augustus, later dat jaar, scoorde hij het openingsdoelpunt tegen Manchester City, wat doelpunt nummer tweehonderd was voor hem in de Premier League. Rooney was de tweede speler die dat lukte. Op 13 december scoorde Rooney het enige en dus het winnende doelpunt in de wedstrijd tegen Newcastle United, de vijftiende keer dat hij het net vond tegen die club. Vijf dagen later scoorde hij zijn tiende doelpunt in de Premier League dat seizoen, waarmee dit het twaalde seizoen was om ten minste tien doelpunten te scoren. Niemand anders lukte dat eerder. Hij speelde veertig wedstrijden dat seizoen, waarvan vier invalbeurten, waarin hij elf keer scoorde.

### D.C. United
Op 28 juni 2018 tekende Wayne Rooney een contract van drieëneenhalf jaar bij D.C. United, waarvoor hij op 15 juli van dat jaar zijn debuut maakte door in de achtenvijftigste minuut in te vallen voor Darren Mattocks. Hij bekroonde zijn debuut met een assist bij de 3–0 (uitslag: 3–1) van Arriola tegen Vancouver Whitecaps. Zijn basisdebuut maakte Rooney zes dagen later in de met 3–1 verloren wedstrijd tegen Atlanta United. Op 28 juli 2018 werd Rooney aanvoerder van D.C. United. In zijn eerste wedstrijd als aanvoerder van D.C. United scoorde Rooney ook zijn eerste doelpunt voor die club. Hij scoorde het openingsdoelpunt in de wedstrijd tegen Colorado Rapids. Rooney groeide uit tot sterspeler van D.C. United: Bij zijn komst stond D.C. United op de laatste plek met tien punten uit twaalf wedstrijden. Rooney hielp met twaalf doelpunten en zes assists in twintig competitiewedstrijden D.C. United aan de vijfde plaats, wat genoeg was voor de play-offs. In die play-offs was Rooney echter niet belangrijk, na reguliere speeltijd stond het 1–1 tegen Columbus Crew, waarna beide ploegen in de verlenging weer een keer tot scoren kwamen. In de strafschoppenreeks legde Rooney als eerste aan voor de club uit Washington D.C., hij miste. Columbus Crew vond drie keer het net in de strafschoppenreeks tegenover de twee rake pogingen van D.C. United, waarmee de ploeg werd uitgeschakeld.

### Derby County
In januari 2020 vertrok Rooney naar Derby County om daar als speler/trainer te fungeren onder hoofdtrainer Phillip Cocu. Op 15 januari 2021 kondigde Rooney het einde van zijn voetballoopbaan aan en werd dezelfde dag voor twee seizoenen aangesteld als hoofdtrainer van Derby County. Vervolgens was hij kort hoofdtrainer bij D.C. United en tot januari 2024 bij Birmingham City FC.

## Clubstatistieken
| Seizoen     | Club              | Competitie                   | Competitie | Competitie | Beker | Beker | Internationaal | Internationaal | Overig | Overig | Totaal | Totaal |
| Seizoen     | Club              | Competitie                   | Wed.       | Dlp.       | Wed.  | Dlp.  | Wed.           | Dlp.           | Wed.   | Dlp.   | Wed.   | Dlp.   |
| ----------- | ----------------- | ---------------------------- | ---------- | ---------- | ----- | ----- | -------------- | -------------- | ------ | ------ | ------ | ------ |
| 2002/03     | Everton           | Premier League               | 33         | 6          | 4     | 2     | —              | —              | —      | —      | 37     | 8      |
| 2003/04     | Everton           | Premier League               | 34         | 9          | 6     | 0     | —              | —              | —      | —      | 40     | 9      |
| Club Totaal | Club Totaal       | Club Totaal                  | 67         | 15         | 10    | 2     | 0              | 0              | 0      | 0      | 77     | 17     |
| 2004/05     | Manchester United | Premier League               | 29         | 11         | 8     | 3     | 6              | 3              | —      | —      | 43     | 17     |
| 2005/06     | Manchester United | Premier League               | 36         | 16         | 7     | 2     | 5              | 1              | —      | —      | 48     | 19     |
| 2006/07     | Manchester United | Premier League               | 35         | 14         | 8     | 5     | 12             | 4              | —      | —      | 55     | 23     |
| 2007/08     | Manchester United | Premier League               | 27         | 12         | 4     | 2     | 11             | 4              | 1      | 0      | 43     | 18     |
| 2008/09     | Manchester United | Premier League               | 30         | 12         | 3     | 1     | 13             | 4              | 3      | 3      | 49     | 20     |
| 2009/10     | Manchester United | Premier League               | 32         | 26         | 4     | 2     | 7              | 5              | 1      | 1      | 44     | 34     |
| 2010/11     | Manchester United | Premier League               | 28         | 11         | 2     | 1     | 9              | 4              | 1      | 0      | 40     | 16     |
| 2011/12     | Manchester United | Premier League               | 34         | 27         | 1     | 2     | 7              | 5              | 1      | 0      | 43     | 34     |
| 2012/13     | Manchester United | Premier League               | 27         | 12         | 4     | 3     | 6              | 1              | —      | —      | 37     | 16     |
| 2013/14     | Manchester United | Premier League               | 29         | 17         | 2     | 0     | 9              | 2              | —      | —      | 40     | 19     |
| 2014/15     | Manchester United | Premier League               | 33         | 12         | 4     | 2     | —              | —              | —      | —      | 37     | 14     |
| 2015/16     | Manchester United | Premier League               | 28         | 8          | 7     | 3     | 6              | 4              | —      | —      | 41     | 15     |
| 2016/17     | Manchester United | Premier League               | 25         | 5          | 6     | 1     | 7              | 2              | 1      | 0      | 39     | 8      |
| Club Totaal | Club Totaal       | Club Totaal                  | 393        | 183        | 60    | 27    | 98             | 39             | 8      | 4      | 559    | 253    |
| 2017/18     | Everton           | Premier League               | 31         | 10         | 2     | 0     | 7              | 1              | —      | —      | 40     | 11     |
| Club Totaal | Club Totaal       | Club Totaal                  | 98         | 25         | 12    | 2     | 7              | 1              | 0      | 0      | 117    | 28     |
| 2018        | D.C. United       | MLS                          | 21         | 12         | —     | —     | —              | —              | —      | —      | 21     | 12     |
| 2019        | D.C. United       | MLS                          | 21         | 11         | —     | —     | —              | —              | —      | —      | 21     | 11     |
| Club Totaal | Club Totaal       | Club Totaal                  | 42         | 23         | 0     | 0     | 0              | 0              | 0      | 0      | 42     | 23     |
| 2019/20     | Derby County      | Football League Championship | 11         | 3          | 4     | 1     | —              | —              | —      | —      | 15     | 4      |
| Club Totaal | Club Totaal       | Club Totaal                  | 11         | 3          | 4     | 1     | 0              | 0              | 0      | 0      | 15     | 4      |
| TOTAAL      | TOTAAL            | TOTAAL                       | 544        | 234        | 76    | 30    | 105            | 40             | 8      | 4      | 733    | 308    |

Bijgewerkt t/m 20 april 2020

## Interlandcarrière
Rooney debuteerde op 12 februari 2003 tegen Australië in het Engelse nationale team, waarmee hij met zeventien jaar en honderdelf dagen de jongste Engelse international ooit werd. Dat record hield stand tot Theo Walcott op 25 mei 2006 debuteerde met zeventien jaar en vijfenzeventig dagen. Rooney was voor het Engelse nationale team actief op onder meer het EK 2004, het WK 2006, het WK 2010 en het WK 2014. Op het EK 2004 maakte hij vier doelpunten, evenveel als Ruud van Nistelrooij.
Rooney nam met Engeland deel aan het EK voetbal 2012 in Polen en Oekraïne, waar de ploeg van bondscoach Roy Hodgson in de kwartfinales na strafschoppen (2–4) werd uitgeschakeld door Italië. In de reguliere speeltijd plus verlenging waren beide teams blijven steken op 0–0. Wegens een rode kaart in het WK-kwalificatieduel tegen Montenegro moest de spits de eerste twee groepswedstrijden toekijken vanaf de zijlijn.
Rooney speelde op zaterdag 15 november 2014 als jongste speler ooit zijn honderdste interland in het Engels voetbalelftal. Hij won die dag met zijn landgenoten met 3–1 van Slovenië. Daarbij maakte hij zelf 1–1, zijn vierenveertigste interlanddoelpunt. Daarmee kwam Rooney ook op een gedeelde derde plaats in de ranglijst van topscorers aller tijden voor het Engelse nationale team, naast Jimmy Greaves.
Rooney werd in 2014 door bondscoach Roy Hodgson benoemd tot aanvoerder van Engeland. Hij maakte op zaterdag 5 september 2015 zijn negenenveertigste interlanddoelpunt, in een EK-kwalificatiewedstrijd tegen San Marino. Daarmee evenaarde hij het record van Bobby Charlton als Engels topscorer aller tijden. Beide mannen kwamen in honderdzes wedstrijden tot dit totaal. Rooney maakte drie dagen later het laatste doelpunt in een met 2–0 gewonnen EK-kwalificatiewedstrijd tegen Zwitserland en werd zo alleen recordhouder. Op 16 mei 2016 werd hij opgenomen in de selectie van Engeland voor het Europees kampioenschap voetbal 2016. Engeland werd in de achtste finale uitgeschakeld door IJsland (1–2) na doelpunten van Ragnar Sigurðsson en Kolbeinn Sigþórsson.
Rooney stopte op 23 augustus 2017 per direct als international. Hij speelde in totaal honderdnegentien interlands waarin hij drieënvijftig keer scoorde. "Het is altijd speciaal geweest om voor Engeland te spelen. Het was een privilege om aanvoerder te mogen zijn", zei Rooney, die drieëntwintig keer aantrad als aanvoerder van zijn vaderland. "Ik bedank iedereen die me geholpen heeft. Maar nu is het tijd om het iets rustiger aan te doen."

## Erelijst
| FIFA Club World Cup         | 1x | 2008                                        |
| UEFA Champions League       | 1x | 2007/08                                     |
| UEFA Europa League          | 1x | 2016/17                                     |
| Premier League              | 5x | 2006/07, 2007/08, 2008/09, 2010/11, 2012/13 |
| FA Cup                      | 1x | 2015/16                                     |
| Football League Cup/EFL Cup | 4x | 2005/06, 2008/09, 2009/10, 2016/17          |
| FA Community Shield         | 4x | 2007, 2010, 2011, 2016                      |

## Trivia
- Rooney werd door de Professional Footballers' Association verkozen tot Player of the Year 2009/2010.
- In het wassenbeeldenmuseum Madame Tussauds in Londen staat een beeld van Rooney.
- In 2006 verscheen Wayne Rooney: My Story So Far, het eerste van naar planning vijf autobiografische boeken van Rooney. Hij verzorgde de inhoud in samenwerking met biograaf Hunter Davies.
- Rooney staat op de cover van de spellen FIFA 06, FIFA 07, FIFA 08, FIFA 09, FIFA 10, FIFA 11 en FIFA 12 in Groot-Brittannië, Nederland, België en Luxemburg.
- Rooney speelt zichzelf in de film Goal! 3.

## Privé
Rooney trouwde op 12 juni 2008 met Coleen Rooney en kreeg vier zonen met haar.